# Parafia Świętej Rodziny w Szczecinie
Parafia pod wezwaniem Świętej Rodziny w Szczecinie – parafia należąca do dekanatu Szczecin-Niebuszewo, archidiecezji szczecińsko-kamieńskiej, metropolii szczecińsko-kamieńskiej. Jedna z parafii rzymskokatolickich w Szczecinie. Została erygowana w 1945. Mieści się przy ulicy Królowej Korony Polskiej.
Parafią tą kierowali od 1945 r.: 
- ks. prob. Tadeusz Załuczkowski,
- ks. prob. Andrzej Czechowicz,
- ks. prob. inf. Zygmunt Szelążek,
- ks. prob. Wenancjusz Borowicz,
- ks. prob. Józef Cyrulik,
- ks. prob. Jan Szczepańczyk
- i inni[1].